# Nitokra oligochaeta
Nitokra oligochaeta is een eenoogkreeftjessoort uit de familie van de Ameiridae. De wetenschappelijke naam van de soort is voor het eerst geldig gepubliceerd in 1882 door Giesbrecht.